# Selenops annulatus
Selenops annulatus là một loài nhện trong họ Selenopidae.
Loài này thuộc chi Selenops. Selenops annulatus được Eugène Simon miêu tả năm 1876.